# Tasmaanse vliegenvanger
De Tasmaanse vliegenvanger (Melanodryas vittata) is een zangvogel uit de familie van de Australische vliegenvangers (Petroicidae) en het geslacht Melanodryas waarvan er twee soorten zijn: (1) deze soort op Tasmanië en (2) de zwartkopvliegenvanger in grote delen van Australië, maar niet op Tasmanië.

## Kenmerken
De Tasmaanse vliegenvanger is een zangvogel van 16-17 cm lengte. De vogel is onopvallend gekleurd van boven bruingrijs en van onder lichter bruingrijs. Opvallend is een witte streep over de armpennen op de vleugels en een witte vlek op de bocht van de vleugel.

## Verspreiding en leefgebied
De vogel komt algemeen voor in Tasmanië aan bosranden en gebieden met struikgewas en telt twee ondersoorten:
- M. v. vittata: Tasmanië en Flinderseiland.
- M. v. kingi: Kingeiland (tussen Australië en Tasmanië).

## Status
De grootte van de populatie is in 2021 geschat op 36.000-73.000 volwassen vogels. Aangenomen wordt dat de populatie in 10 jaar tijd met 30-50% is gedaald. Op de Rode lijst van de IUCN heeft deze soort daarom de status kwetsbaar.